# Marc Delon
Pour les articles homonymes, voir Delon.
Marc Delon est un écrivain français.

## Biographie
Né en 1957 à Nîmes, Marc Delon exerce la profession de kinésitérapeuthe et « masse des corps, effleure des épidermes ».
Il écrit la nuit en parallèle. Il donne Sentiments aficionados (1980), les « élucubrations d'un aficionado moyen », puis réunit une douzaine de nouvelles dans Fantasmatadors (2005). En 2013, il publie Pourquoi ils vont voir des corridas.

## Ouvrages
- Sentiments aficionados, Nîmes, chez l'auteur, 1980.
- Fantasmatadors, Pau, Cairn, 2005  (ISBN 2-35068-021-5).
- Pourquoi ils vont voir des corridas, Biarritz, Atlantica, 2013  (ISBN 978-2-7588-0472-7).